# Rio Gotcoaia
O Rio Gotcoaia é um rio da Romênia, afluente do Glăvăneşti, localizado no distrito de Iaşi.